# Garzweiler

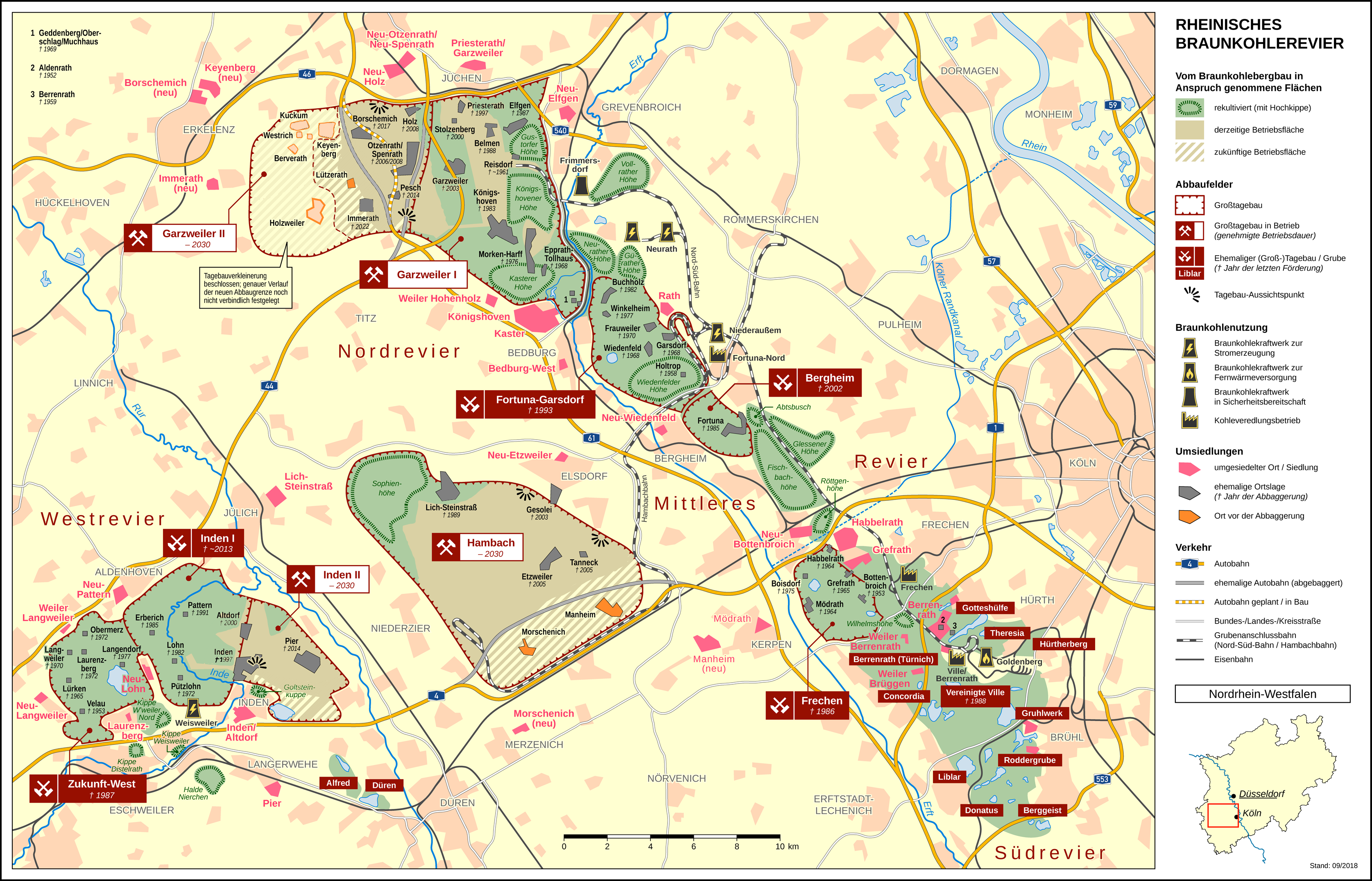
Overzicht dagbouwlocaties bruinkool in Noordrijn-Westfalen (Rijnlands bruinkoolgebied - Duitsland)

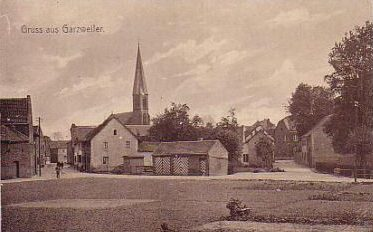
Alt-Garzweiler

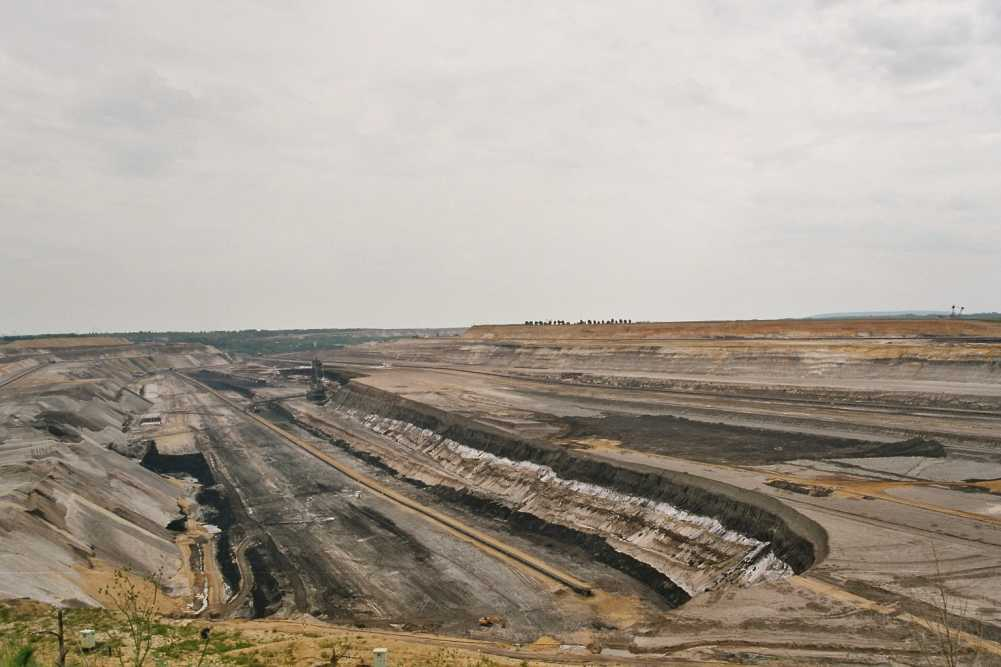
Bruinkoolgroeve Garzweiler

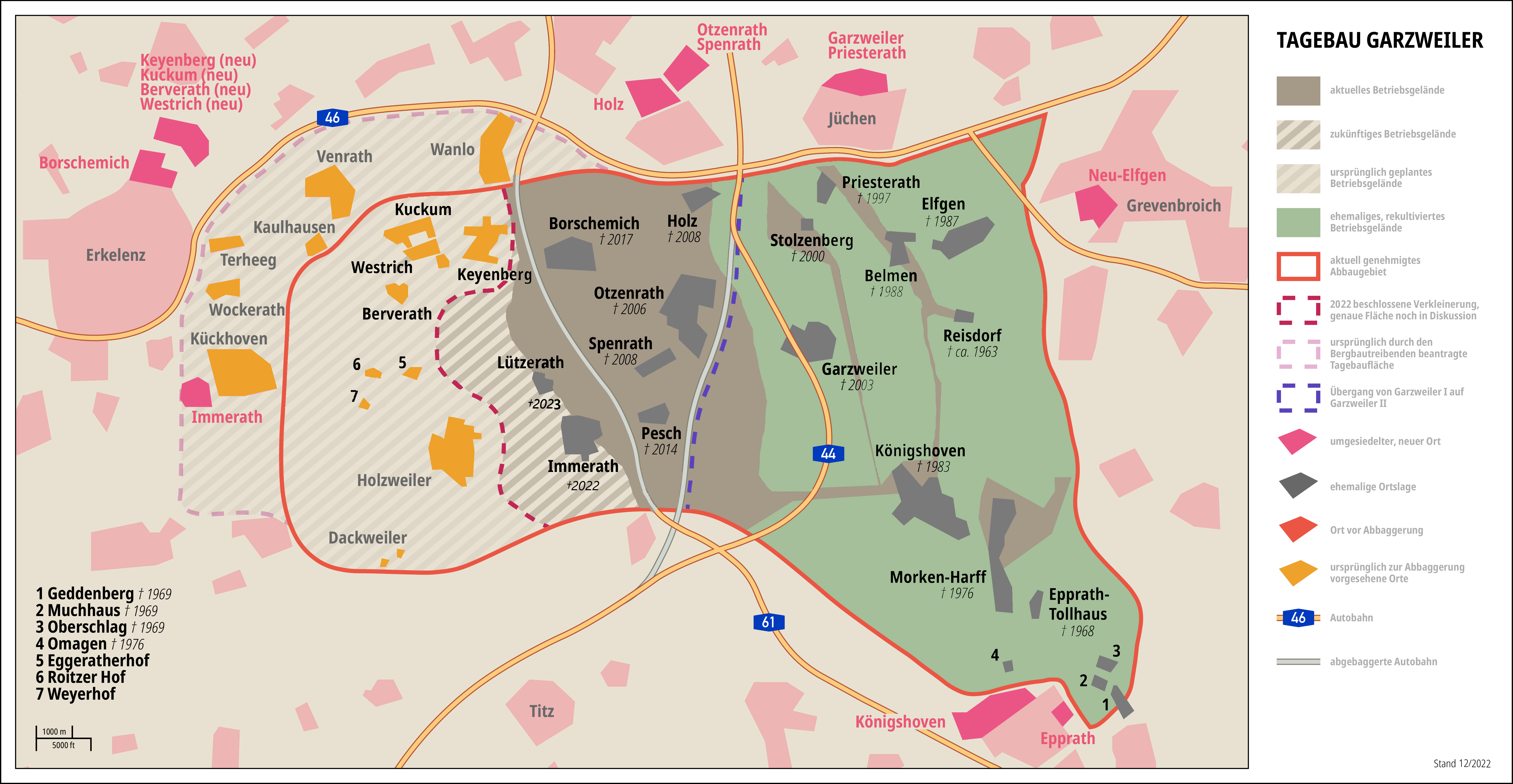
Uitbreiding van de groeve Garzweiler II

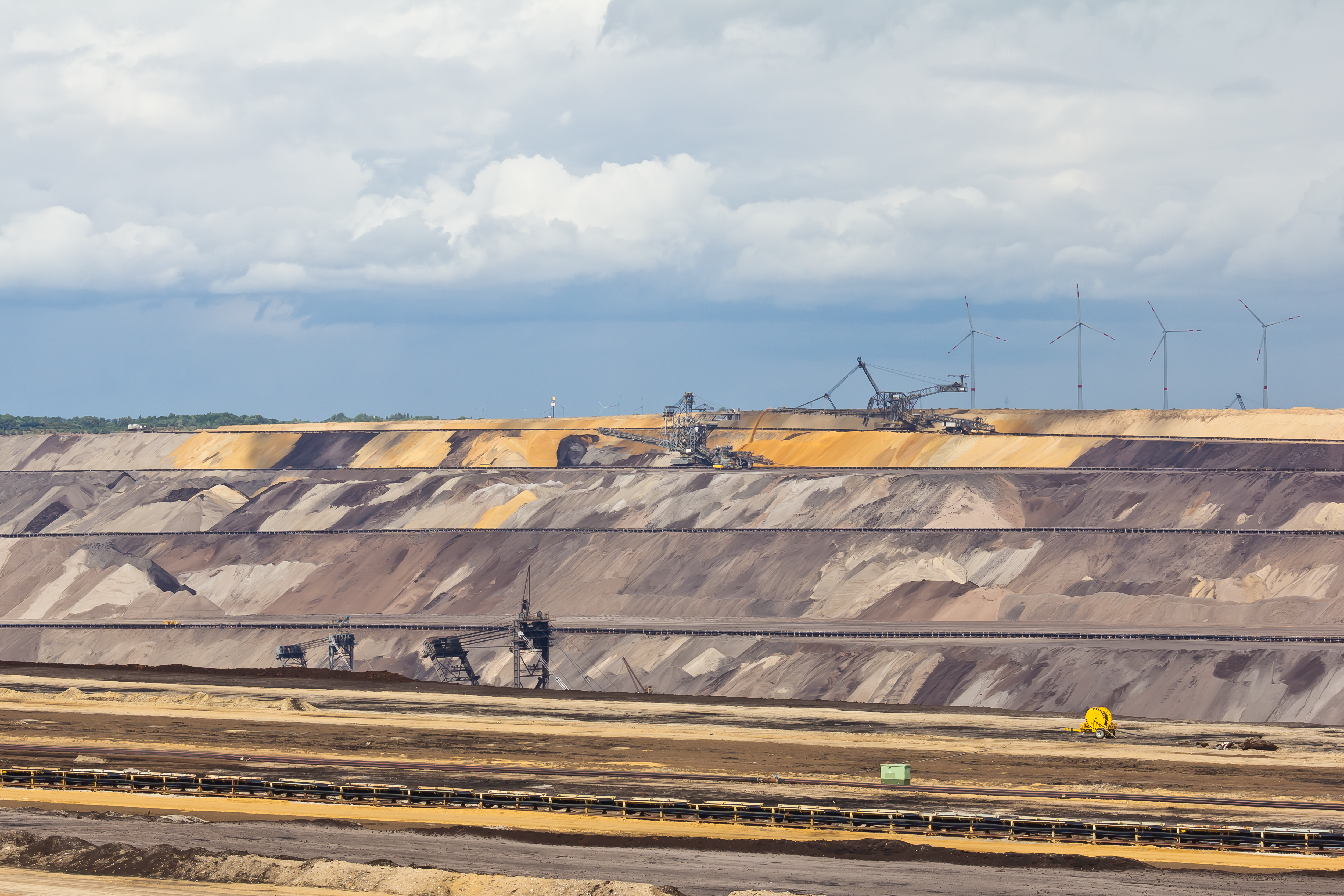
Garzweiler in 2013

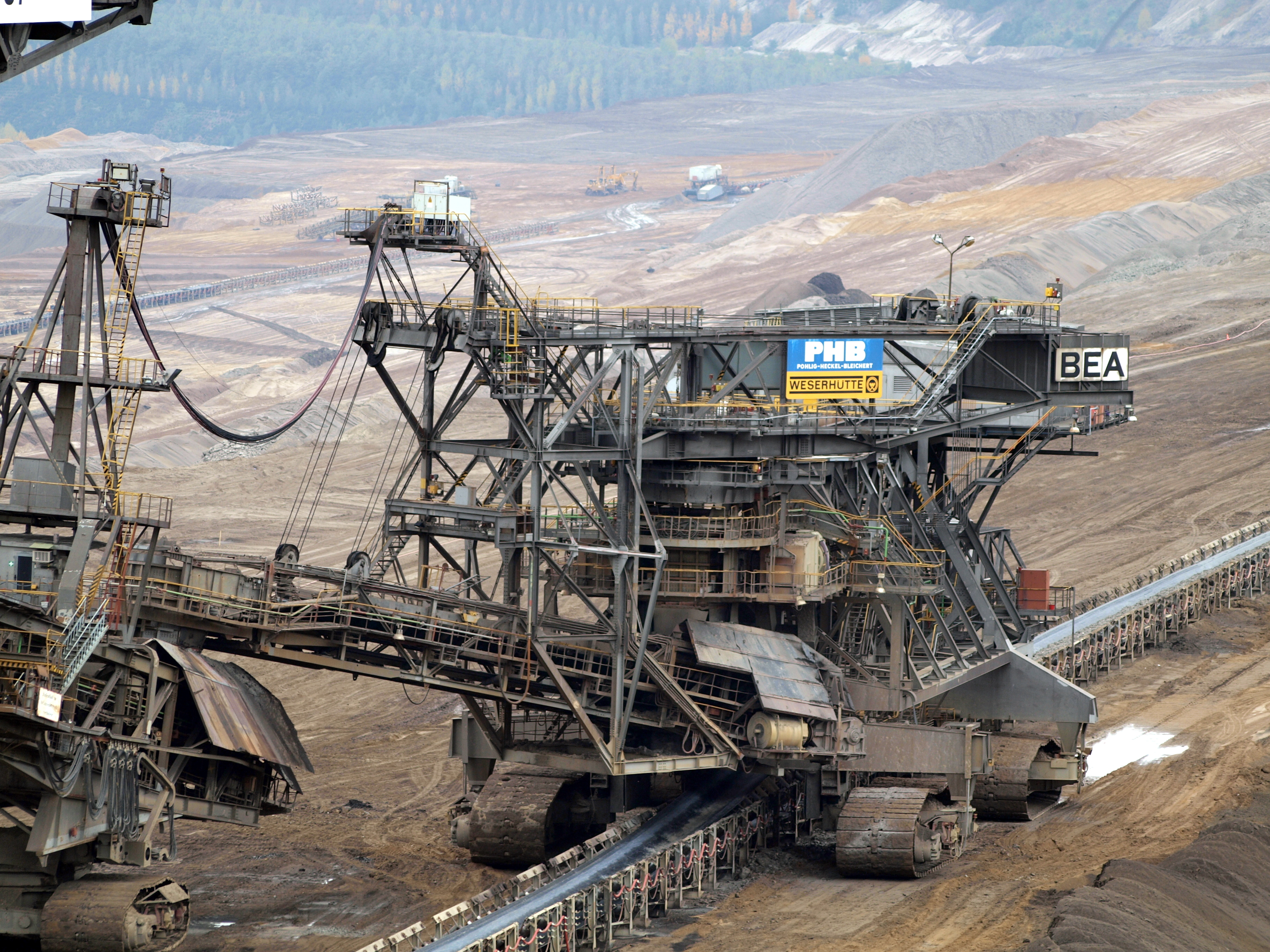
Dagbouw Garzweiler

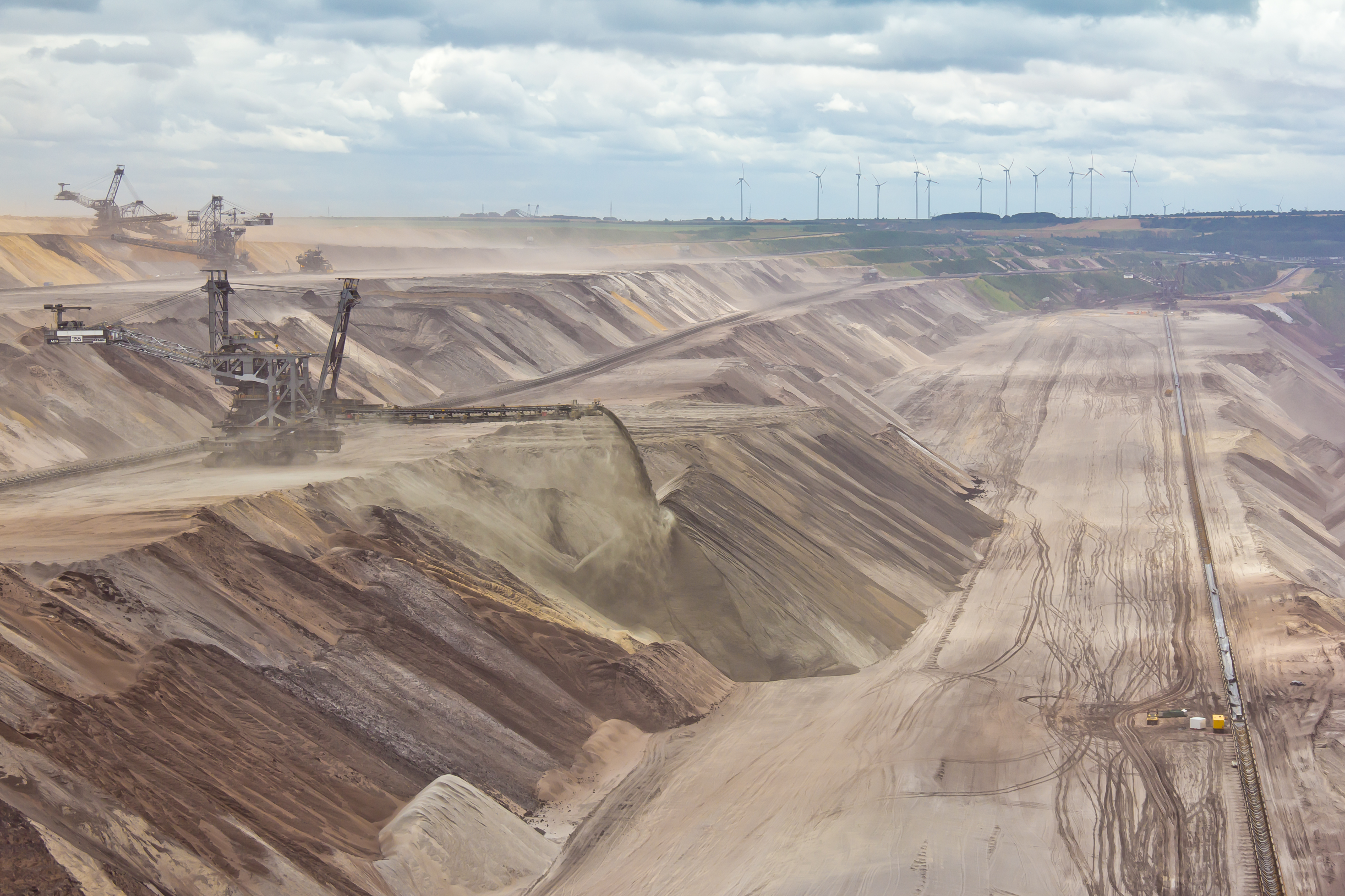
Dagbouw Garzweiler

Garzweiler is een Duitse bruinkoolgroeve waar bruinkool in dagbouw wordt gewonnen en de naam van een dorp, nu stadsdeel, in de gemeente Jüchen.

## Alt-Garzweiler en Neu-Garzweiler
De naam Garzweiler verwijst naar het gelijknamige dorp in de gemeente Jüchen dat door de winning van bruinkool verdwenen is. Zestig procent van de bewoners verhuisden vanaf 1984 naar Neu-Garzweiler ten noorden van Jüchen. In 1989 was de verhuizing compleet, waarna het oude dorp al snel met de grond gelijk gemaakt werd. Het afbraakproces werd fotografisch en op film gedocumenteerd door kunstenaars. Het stadsdeel dat nieuw ontstond heet simpelweg 'Garzweiler'.

## Garzweiler I en II
De groeve bestaat uit twee onderdelen:

### Garzweiler I
- Garzweiler I ligt ten oosten van de A44. Het project ontstond in 1983 uit een samenvoeging van de bestaande mijnen Frimmersdorf-Süd en Frimmersdorf-West. Het gebied beslaat 66 km². De winning is in handen van RWE Power AG.

### Garzweiler II
- Garzweiler II ligt ten westen van de A44. Garzweiler II is 48 km² groot en bevat 1,3 miljard ton bruinkool. De exploitatie is gestart in 2006 en zal tot 2030 duren. Hiervoor zullen zeven dorpen verdwijnen.

## Plaatsen
De betrokken plaatsen liggen in het gebied tussen Erkelenz, Jüchen en Grevenbroich, ten zuiden van Mönchengladbach.

### Verdwenen plaatsen
- Reisdorf, Garzweiler, Priesterath, Stolzenberg, Elfgen, Belmen, Morken-Harff, Epprath, Omagen, Königshoven, Otzenrath, Spenrath, Holz, Pesch, Borschemich, Lützerath en Immerath.

## Omstreden
De bruinkoolwinning van Garzweiler is om meerdere redenen omstreden:
- de plaatselijke bevolking is tegen omdat dorpen moeten verdwijnen;
- het gebruik van bruinkool is vervuilend;
- de grondwaterstand in de wijde omgeving daalt;
- het landschap wordt door de bruinkoolwinning compleet verwoest.

## Toekomst
Door het besluit van RWE in 2022 om na 2030 te stoppen met het graven naar bruinkool zullen de dorpen Berverath, Holzweiler, Keyenberg, Kuckum Unter- en Oberwestrich, die op de planning stonden om te verdwijnen, gespaard blijven. Bewoners die al uitgekocht waren kunnen hun huizen weer terugkopen van RWE. Na de voltooiing van de bruinkoolwinning zal het gat dat achtergebleven is gevuld worden met water, waarbij een meer moet ontstaan van 23 km² grootte.